# Герб Обертина
Герб Обертина — офіційний символ селища Обертин Івано-Франківського району Івано-Франківської області. Затверджений 21 жовтня 2014 року сесією Обертинської селищної ради. 
Автор проекту — А. Гречило. 

## Опис
У  синьому полі три срібні мечі із золотими руків'ями в ряд, вістрями додолу, поверх них проходить золота балка. 
Щит вписано у декоративний картуш і увінчано срібною міською короною.

## Зміст
Мечі символізують час виникнення і причини розвитку Обертина як оборонного укріпленого містечка на шляху частих ворожих набігів. Геральдична балка (смуга) означає річку Чорняву, над якою розташоване містечко.